# Principe Fabrizio Salina
Don Fabrizio Corbera, principe di Salina, duca di Querceta, marchese di Donnafugata, è il protagonista del romanzo Il Gattopardo di Giuseppe Tomasi di Lampedusa.

## Il personaggio
La figura di don Fabrizio, in parte autobiografica e in parte ispirata al personaggio storico di Giulio Fabrizio Tomasi, rappresenta la disillusione e l'impotenza di un'intera classe sociale di fronte ai cambiamenti della storia.
Don Fabrizio è la figura di un uomo che seppure dotato di una forza epica e di una statura intellettuale superiore a quella dei suoi pari, non riesce a integrarsi nella società a lui contemporanea, cui guarda con scetticismo e altera lucidità. Emblematico è il suo rifiuto ad accettare la carica di senatore del neo-regno sabaudo, non certo perché mosso da lealismo borbonico, ma per una sostanziale incapacità intellettuale, che lo scrittore chiama "rigidità morale", ad assumersi la responsabilità politica di un cambiamento di cui, in fondo, non si sente partecipe.

## Il personaggio tra realtà e finzione
Sarebbe sbagliato credere che la figura di don Fabrizio sia quello di un personaggio reale: di Giulio Fabrizio Tomasi, oltre al nome, alla statura, al colore biondastro dei capelli e alla passione dilettantesca per l'astronomia, ha ben poco.
Lo stesso Tomasi di Lampedusa se ne era accorto, e nella ormai celebre lettera all'amico Enrico Merlo dichiarava che il personaggio del romanzo doveva apparire molto più intelligente di quanto non lo sia stato nella realtà. In effetti Giulio Tomasi, bisnonno dello scrittore, come Don Fabrizio, non prese mai parte alla vita politica del suo tempo e con la sua morte, avvenuta senza aver mai fatto testamento, inizia la lunga vicenda giudiziaria fra i suoi eredi (1885-1960 ca) che ha portato al totale disfacimento del patrimonio dei Lampedusa.
Anche la passione per l'astronomia, che nel romanzo diventa un elemento epico, effettivamente si tradusse nel ripiegamento in un interesse puramente personale e dilettantistico di un aristocratico siciliano di metà ottocento. Conosciamo anche il catalogo delle sue osservazioni astronomiche, ma nulla fa intravedere la possibilità di una reale scoperta di corpi celesti.
Insomma, sulla figura di Giulio Tomasi pesa un giudizio critico sostanzialmente negativo che nemmeno le sue doti in campo matematico-astronomico son riuscite a cancellare: il don Fabrizio de Il Gattopardo è invece un personaggio puramente letterario, che in certe sfumature psicologiche deve assomigliare molto di più al suo autore che non al modello storico.
Scrive in proposito Pietro Citati: «Con una leggera vanità, Lampedusa immaginava di assomigliargli. Non gli assomigliava affatto: Salina era soltanto un sogno o una remota proiezione di eleganza e di grandezza inattingibili. Lampedusa non aveva la sua autorità, prepotenza, crudeltà, orgoglio di classe. Non aveva la pelle bianca, i capelli biondi, né la mitomania. Non conosceva il suo ardore carnale, l'allegra felicità fisica, il dono di afferrare e possedere la vita. Non condivideva il suo spirito mondano, portato anche nelle esperienze spirituali. Solo qualche volta l'antenato avidissimo e il discendente passivo si incontrano e si abbracciano nello stesso sentimento: quando Fabrizio rivela il proprio desiderio di contemplazione, l'"indifferente bontà", e la sconfitta».
Quello che appare un trittico di personaggi, il Giulio Tomasi storico, il don Fabrizio del romanzo e l'autore stesso, è in realtà un unico quadro la cui chiave di lettura è per l'appunto l'autobiografismo.
Tomasi di Lampedusa, come il suo avo, vive un'epoca di transizione: l'uno si rifugia nella scrittura, l'altro nell'astronomia. Entrambi, rifiutano di partecipare alla vita politica del tempo.
E va qui ricordato che Tomasi rifiutò dopo una prima adesione, la carica di presidente regionale della C.R.I., proprio durante l'ultimo periodo bellico. Questa fu la sua unica esperienza politica, insieme alla giovanile partecipazione alla "grande guerra".
Eppure lo scrittore Lampedusa, attraverso il suo romanzo, che a distanza di sessant'anni dalla sua uscita continua ad essere uno dei capolavori della narrativa italiana del secondo novecento, come è stato giustamente ribadito da Francesco Orlando, eterna un'epoca e il disfacimento totale di un'intera classe sociale attraverso il suo autobiografismo, che non scade mai nel memorialismo grazie al fatto che i suoi personaggi, come per l'appunto Don Fabrizio, non sono mai abbastanza realistici, senza per questo essere meno "veri", per irretire il racconto in uno schema narrativo di stampo verista, simbolista o ancor meno decadentista.
Il Gattopardo è un'opera moderna, senza per questo essere un romanzo epocale: forse in ritardo rispetto a certi modelli europei, cui comunque l'autore si rifà, Il Gattopardo è quanto di più squisitamente siciliano si possa immaginare. Anche l'anti-italianismo di Lampedusa che si traduceva nel rifiuto del melodramma, diventa un modo per affermare l'identità insulare dell'autore.

## Adattamenti
Il personaggio è stato interpretato da Burt Lancaster nel film del 1963 e da Kim Rossi Stuart nella miniserie televisiva del 2025.